# Zozocolco de Hidalgo
Zozocolco de Hidalgo är en kommunhuvudort i Mexiko.   Den ligger i kommunen Zozocolco de Hidalgo och delstaten Veracruz, i den sydöstra delen av landet, 180 km öster om huvudstaden Mexico City. Zozocolco de Hidalgo ligger 298 meter över havet och antalet invånare är 3 370.
Terrängen runt Zozocolco de Hidalgo är huvudsakligen kuperad, men åt nordost är den platt. Runt Zozocolco de Hidalgo är det ganska tätbefolkat, med 207 invånare per kvadratkilometer. Närmaste större samhälle är Olintla, 12,1 km väster om Zozocolco de Hidalgo. I omgivningarna runt Zozocolco de Hidalgo växer i huvudsak städsegrön lövskog.